# Wangenbourg-Engenthal
Wangenbourg-Engenthal település Franciaországban, Bas-Rhin megyében. Lakosainak száma 1339 fő (2022. január 1.). Wangenbourg-Engenthal Dabo, Cosswiller, Hengwiller, Oberhaslach, Reinhardsmunster, Romanswiller és Sommerau községekkel határos.

## Népesség
A település népessége az elmúlt években az alábbi módon változott:
| Lakosok száma | 1370 | 1369 | 1385 | 1354 | 1341 | 1332 | 1335 | 1337 | 1339 |
|               | 2013 | 2015 | 2016 | 2017 | 2018 | 2019 | 2020 | 2021 | 2022 |